# Homo georgicus
Homo georgicus – prehistoryczny gatunek człowieka sklasyfikowany w 2002 roku. Po raz pierwszy jego szczątki odnalazł gruziński archeolog David Lordkipanidze w 1991 roku, następnie w 1999 znaleziono dobrze zachowane czaszki, a w 2001 część szkieletu. Wszystkie znaleziska miały miejsce w Dmanisi, średniowiecznym gruzińskim miasteczku. Wiek szczątków oszacowano na około 1,8 miliona lat. Na ich podstawie ustalono, że przeciętny Homo georgicus miał około 150 cm wzrostu i puszkę mózgoczaszki pojemności około 600–680 cm³ i umieszczono gdzieś pomiędzy Homo habilis a Homo erectus.
Odkrycie Homo georgicus bardzo mocno zamieszało w historii naszego gatunku. Wcześniej uważano, że na teren Europy jako pierwszy z Afryki przybył Homo erectus około 1 miliona lat temu. Jak się jednak okazało człowiek posługujący się prymitywnymi narzędziami (takie znaleziono w okolicy szczątków), żył tu niemal dwa razy wcześniej.
Na stanowisku w Dmanisi odkryto: czaszki (okazy D2280, D2282 oraz D2700), żuchwy (okazy D2735, D211 i D2600), pewne części szkieletu oraz prymitywne narzędzia kamienne kultury olduwajskiej, wykonane z kwarcu i bazaltu.

## Najstarszy nieafrykańskiHomo ergaster?

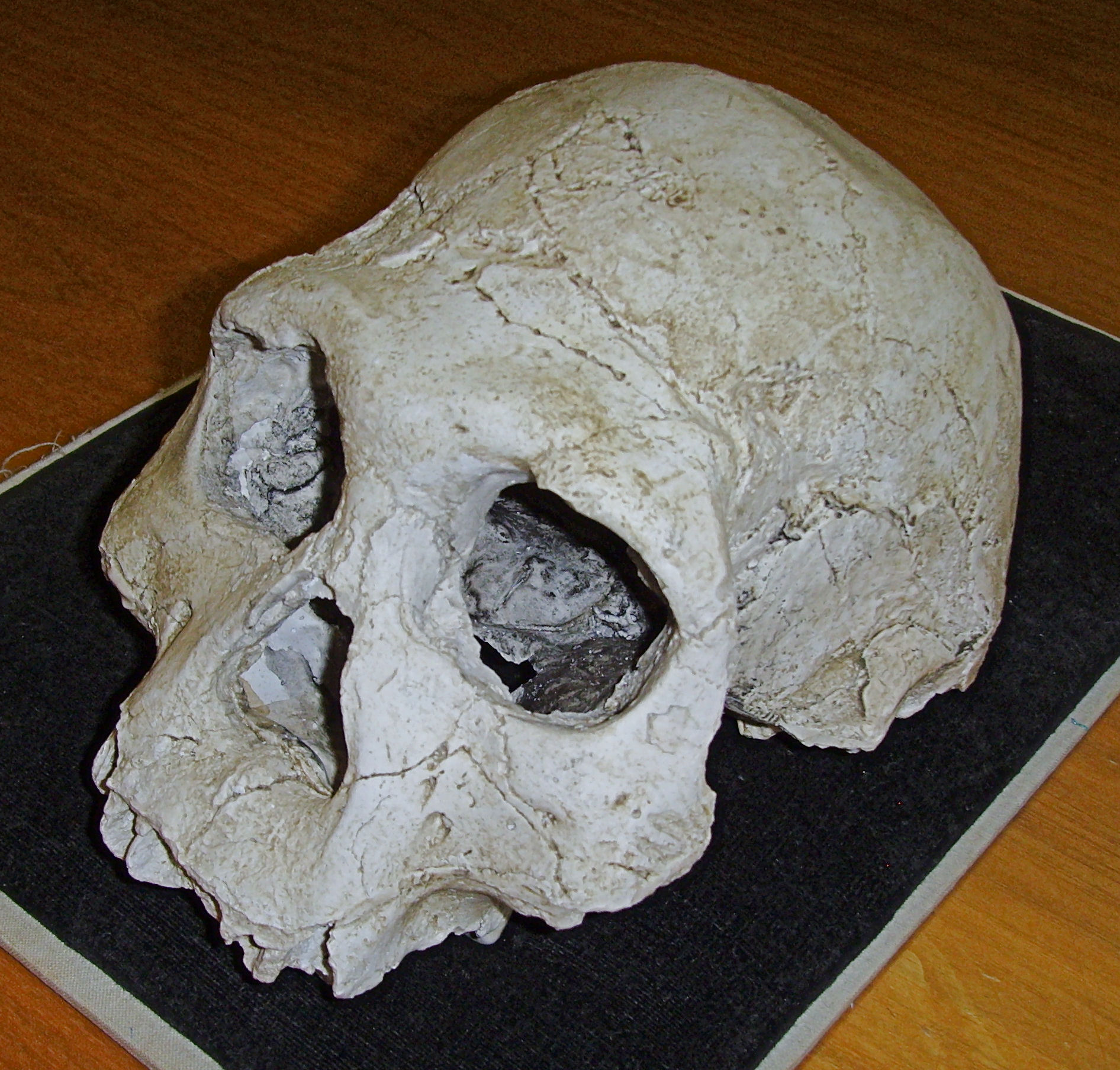
Replika czaszki Homo georgicusa

Człowiek z Dmanisi wykazuje szereg podobieństw do Homo ergaster. Są to przede wszystkim: największa szerokość czaszki na poziomie processus mastoideus, wał potyliczny (u D2280), brak grzebieni kostnych na sklepieniu czaszki i oddzielone od siebie kresy skroniowe, ślady słabego wykształcenia torus angularis, budowa łuski kości skroniowej (łuska wydłużona, brzeg górny prosty), słabo wykształcony sagittal keel (D2282), podobny kąt odchylenia łuski kości czołowej, umiarkowana wysokość sklepienia czaszki, umiarkowane zwężenie zaoczodołowe, grubość kości sklepienia czaszki, budowa dołu żuchwowego, szczęka i zęby podobne pod względem morfologicznym i wielkości do ER3733 i WT15000 (chłopiec z Nariokotome), dobrze rozwinięty wał nadoczodołowy, duży obszar oczodołu (mniejszy u Homo habilis sensu lato), proporcje szkieletu twarzy.
Istnieją jednak także pewne cechy swoiste, świadczące o izolacji populacji
z Dmanisi. Należą do nich: zwężenie sklepienia czaszki w obszarze zaoczodołowym i potylicznym, wąski otwór gruszkowaty, pewne cechy uzębienia (małe przedtrzonowce, zwłaszcza P4, nieco zwężony dystalny brzeg koron M1 i M2).